# Ngawang Lobsang Chöden
Ngawang Lobsang Chöden (tibetisch ངག་དབང་བློ་བཟང་ཆོས་ལྡན་ Wylie Ngag dbang bLo bzang Chos ldan) aus dem heutigen Kreis Huangzhong der chinesischen Provinz Qinghai, war ein Geistlicher und Autor der Gelugpa-Schule des tibetischen Buddhismus. Als Tschangtscha Hutuktu wurde er als zweite Persönlichkeit dieser Inkarnationsreihe im Gönlung-Kloster (der Monguor/Tu) in Amdo (Qinghai) angesehen. Er war ein großer Schüler des fünften Dalai Lama. Kaiser Kangxi holte ihn 1701 nach Peking.
Im 32. Jahr der Kangxi-Ära (1693) wurde er von der Qing-Regierung zum Zhasake-Lama ernannt, d. h. die höchste Person des tibetischen Buddhismus in der Inneren Mongolei; im 44. Jahr der Kangxi-Ära (1705) erhielt er den Ehrentitel eines kuutuktu.
1731 gründete Qing-Kaiser Yongzheng das kleinere Shanyin-Kloster (Shira-Kloster, Shira süme, chin. Shanyin si) des Huizong-Lamaklosters (Köke süme, chin. Huizong si) für ihn.

### Nachschlagewerke
- Cihai („Meer der Wörter“), Shanghai cishu chubanshe, Shanghai 2002, ISBN 7-5326-0839-5

### Chinesische Weblinks
- Zhangjia hutuketu